# Berliner Landespokal 1981/82
Der Paul-Rusch-Pokal 1981/82 war die 56. Austragung des Berliner Landespokals der Männer im Amateurfußball, der vom VBB zwischen 1950/51 und 1990/91 nur auf dem Gebiet von West-Berlin durchgeführt wurde. Im Finale am 20. Mai 1982 gewann Hertha 03 Zehlendorf mit 3:1 gegen den Landesligisten Rapide Wedding und sicherte sich nach 1977 zum zweiten Mal den Landespokal. Durch diesen Sieg qualifizierte sich Hertha 03 Zehlendorf für den DFB-Pokal 1982/83.

## Kalender
Die Spiele des diesjährigen Berliner Landespokal wurden an folgenden Terminen ausgetragen:
| Runde         | Datum                               | Spiele  | Vereine   |
| ------------- | ----------------------------------- | ------- | --------- |
| 1. Hauptrunde | 6. – 20. August 1981                | 59 + 50 | 123 → 640 |
| 2. Hauptrunde | 25. August – 23. September 1981     | 32 + 20 | 64 → 32   |
| 3. Hauptrunde | 22. September – 18. November 1981   | 16 + 20 | 32 → 16   |
| Achtelfinale  | 16. Dezember 1981 – __. Januar 1982 | 8 + 1   | 16 → 80   |
| Viertelfinale | 14. April 1982                      | 4       | 8 → 4     |
| Halbfinale    | 28. April – 12. Mai 1982            | 2 + 1   | 4 → 2     |
| Finale        | 20. Mai 1982                        | 1       | 2 → 1     |

## Teilnehmende Mannschaften
Am Berliner Landespokal 1981/82 nahmen alle 123 West-Berliner Mannschaften von der Oberliga Berlin bis zur Kreisliga C teil.
Die Mannschaften gliederten sich für den Berliner Landespokal wie folgt nach Ligaebene auf (In Klammern ist die Ligaebene angegeben, in der der Verein spielt):
| Oberliga Berlin 16 Vertreter der Saison 1981/82 | Landesliga 16 Vertreter der Saison 1981/82 | Kreisliga A 1. Abteilung 16 Vertreter der Saison 1981/82 | Kreisliga A 2. Abteilung 16 Vertreter der Saison 1981/82 |
| - Tennis Borussia Berlin (OL) - BFC Preussen (OL) - Reinickendorfer Füchse (OL) - Neuköllner Sportfreunde (OL) - Hertha 03 Zehlendorf (OL) - Traber FC Mariendorf (OL) - BFC Viktoria 1889 (OL) - Hertha BSC Amateure (OL) - Lichterfelder SU (OL) - SC Gatow (OL) - Spandauer SV (OL) - SC Westend 1901 (OL) - SC Union 06 Berlin (OL) - Spandauer BC 06 (OL) - SC Charlottenburg (OL) - Tasmania Berlin (OL) | - Rapide Wedding (LL) - Wacker 04 Berlin (LL) - Blau-Weiß 90 Berlin (LL) - TuS Makkabi Berlin (LL) - 1. FC Neukölln (LL) - Preußen Wilmersdorf (LL) - SC Staaken (LL) - NFC Rot-Weiß Berlin (LL) - FC Phönix 1956 (LL) - Berliner SV 1892 (LL) - Polizei SV Berlin (LL) - FV Brandenburg/Lichterfelde (LL) - SC Tegel (LL) - Berliner Sport-Club (LL) - VfB Neukölln (LL) - BSC Rehberge 1945 (LL) | - 1. FC Lübars (KLA) - FC Tiergarten 1958 (KLA) - SV Norden-Nordwest (KLA) - CFC Hertha 06 (KLA) - 1. FC Wacker Lankwitz (KLA) - Concordia Wittenau (KLA) - BSV Normannia 08 (KLA) - FSV Spandauer Kickers (KLA) - BFC Meteor 06 (KLA) - Schwarz-Weiß Spandau (KLA) - Wilmersdorfer SC (KLA) - SC Teutonia Spandau (KLA) - TSV Rudow (KLA) - Lichtenrader BC 25 (KLA) - BFC Südring (KLA) - Minerva 93 Berlin (KLA) | - Frohnauer SC (KLA) - BSC Eintracht/Südring 1931 (KLA) - SpVgg Hellas-Nordwest 04 (KLA) - Mariendorfer BC 06 (KLA) - SV Blau-Weiß Spandau (KLA) - SV Nord-Nordstern (KLA) - Alemannia 06 Haselhorst (KLA) - BFC Olympia 1953 (KLA) - NSC Cimbria 1900 (KLA) - FSV Hansa 07 Berlin (KLA) - ASV Berlin (KLA) - BSC Kickers 1900 (KLA) - Weddinger FC (KLA) - BSC Hota 1921 (KLA) - RFC Alt-Holland (KLA) - VfL Schöneberg (KLA) |
| Kreisliga B Saison 1981/82 | Kreisliga B Saison 1981/82 | Kreisliga C Saison 1981/82 | Kreisliga C Saison 1981/82 |
| 32 Vertreter der zwei Abteilungen (KLB) | 32 Vertreter der zwei Abteilungen (KLB) | 27 Vertreter der zwei Abteilungen (KLC) | 27 Vertreter der zwei Abteilungen (KLC) |
| Ligaebene in Klammern: • OL = Oberliga • LL = Landesliga • KLA = Kreisliga A • KLB = Kreisliga B • KLC = Kreisliga C | | | |

## Spielmodus
Der Berliner Landespokal 1982/83 wurde im K.-o.-System ausgetragen. Es wurde zunächst versucht, in 90 Minuten einen Gewinner auszuspielen. Stand es danach unentschieden, kam es wie in anderen Pokalwettbewerben zu einer Verlängerung von 2 × 15 Minuten. War danach immer noch kein Sieger gefunden, wurde ein Wiederholungsspiel mit getauschtem Heimrecht angesetzt. Erst wenn es auch im Wiederholungsspiel nach Verlängerung unentschieden stand, wurde dieses im Elfmeterschießen nach dem bekannten Muster entschieden.

## Turnierbaum
|  | Achtelfinale | Achtelfinale            | Achtelfinale         |                        |                      | Viertelfinale | Viertelfinale | Viertelfinale |  |  | Halbfinale | Halbfinale | Halbfinale |  |  | Finale | Finale | Finale |
|  |              |                         |                      |                        |                      |               |               |               |  |  |            |            |            |  |  |        |        |        |
|  | LL           | Rapide Wedding          | 2                    |                        |                      |               |               |               |  |  |            |            |            |  |  |        |        |        |
|  | KLB          | BFC Germania 1888       | 0                    |                        |                      |               |               |               |  |  |            |            |            |  |  |        |        |        |
|  | KLB          | BFC Germania 1888       | 0                    | LL                     | Rapide Wedding       | 3             |               |               |  |  |            |            |            |  |  |        |        |        |
|  |              |                         |                      | LL                     | Rapide Wedding       | 3             |               |               |  |  |            |            |            |  |  |        |        |        |
|  |              |                         | OL                   | Lichterfelder SU       | 1                    |               |               |               |  |  |            |            |            |  |  |        |        |        |
|  | OL           | Lichterfelder SU        | OL                   | Lichterfelder SU       | 1                    | 2             |               |               |  |  |            |            |            |  |  |        |        |        |
|  | OL           | Lichterfelder SU        |                      |                        |                      | 2             |               |               |  |  |            |            |            |  |  |        |        |        |
|  | LL           | VfB Neukölln            | 1                    |                        |                      |               |               |               |  |  |            |            |            |  |  |        |        |        |
|  | LL           | VfB Neukölln            | 1                    | LL                     | Rapide Wedding       | 2             |               |               |  |  |            |            |            |  |  |        |        |        |
|  |              |                         |                      | LL                     | Rapide Wedding       | 2             |               |               |  |  |            |            |            |  |  |        |        |        |
|  |              | OL                      | Traber FC Mariendorf | 1                      |                      |               |               |               |  |  |            |            |            |  |  |        |        |        |
|  | OL           | OL                      | Traber FC Mariendorf | 1                      | Spandauer BC 06      | 1             |               |               |  |  |            |            |            |  |  |        |        |        |
|  | OL           |                         |                      |                        | Spandauer BC 06      | 1             |               |               |  |  |            |            |            |  |  |        |        |        |
|  | OL           | Traber FC Mariendorf    | 5                    |                        |                      |               |               |               |  |  |            |            |            |  |  |        |        |        |
|  | OL           | Traber FC Mariendorf    | 5                    | OL                     | Traber FC Mariendorf | 1             |               |               |  |  |            |            |            |  |  |        |        |        |
|  |              |                         |                      | OL                     | Traber FC Mariendorf | 1             |               |               |  |  |            |            |            |  |  |        |        |        |
|  |              |                         | OL                   | Spandauer SV           | 0                    |               |               |               |  |  |            |            |            |  |  |        |        |        |
|  | OL           | Spandauer SV            | OL                   | Spandauer SV           | 0                    | 3             |               |               |  |  |            |            |            |  |  |        |        |        |
|  | OL           | Spandauer SV            |                      |                        |                      |               |               |               |  |  |            |            |            |  |  |        |        |        |
|  | KLA          | Lichtenrader BC 25      | 0                    |                        |                      |               |               |               |  |  |            |            |            |  |  |        |        |        |
|  | KLA          | Lichtenrader BC 25      | 0                    | LL                     | Rapide Wedding       | 1             |               |               |  |  |            |            |            |  |  |        |        |        |
|  |              |                         |                      |                        |                      |               |               |               |  |  |            |            |            |  |  |        |        |        |
|  |              | OL                      | Hertha 03 Zehlendorf | 3                      |                      |               |               |               |  |  |            |            |            |  |  |        |        |        |
|  | OL           | OL                      | Hertha 03 Zehlendorf | 3                      | Hertha 03 Zehlendorf | 1 / 3         |               |               |  |  |            |            |            |  |  |        |        |        |
|  | OL           |                         |                      |                        | Hertha 03 Zehlendorf | 1 / 3         |               |               |  |  |            |            |            |  |  |        |        |        |
|  | LL           | TuS Makkabi Berlin      | 1 / 1                |                        |                      |               |               |               |  |  |            |            |            |  |  |        |        |        |
|  | LL           | TuS Makkabi Berlin      | 1 / 1                | OL                     | Hertha 03 Zehlendorf | 3             |               |               |  |  |            |            |            |  |  |        |        |        |
|  |              |                         |                      | OL                     | Hertha 03 Zehlendorf | 3             |               |               |  |  |            |            |            |  |  |        |        |        |
|  |              |                         | KLA                  | 1. FC Wacker Lankwitz  | 1                    |               |               |               |  |  |            |            |            |  |  |        |        |        |
|  | KLA          | 1. FC Wacker Lankwitz   | KLA                  | 1. FC Wacker Lankwitz  | 1                    | 5             |               |               |  |  |            |            |            |  |  |        |        |        |
|  | KLA          | 1. FC Wacker Lankwitz   |                      |                        |                      | 5             |               |               |  |  |            |            |            |  |  |        |        |        |
|  | LL           | SC Staaken              | 0                    |                        |                      |               |               |               |  |  |            |            |            |  |  |        |        |        |
|  | LL           | SC Staaken              | 0                    | OL                     | Hertha 03 Zehlendorf | 1 / 5         |               |               |  |  |            |            |            |  |  |        |        |        |
|  |              |                         |                      | OL                     | Hertha 03 Zehlendorf | 1 / 5         |               |               |  |  |            |            |            |  |  |        |        |        |
|  |              | OL                      | SC Westend 1901      | 1 / 1                  |                      |               |               |               |  |  |            |            |            |  |  |        |        |        |
|  | OL           | OL                      | SC Westend 1901      | 1 / 1                  | SC Westend 1901      | 5             |               |               |  |  |            |            |            |  |  |        |        |        |
|  | OL           |                         |                      |                        |                      |               |               |               |  |  |            |            |            |  |  |        |        |        |
|  | KLB          | FC Stern Marienfelde    | 4                    |                        |                      |               |               |               |  |  |            |            |            |  |  |        |        |        |
|  | KLB          | FC Stern Marienfelde    | 4                    | OL                     | SC Westend 1901      | 1             |               |               |  |  |            |            |            |  |  |        |        |        |
|  |              |                         |                      | OL                     | SC Westend 1901      | 1             |               |               |  |  |            |            |            |  |  |        |        |        |
|  |              |                         | OL                   | Tennis Borussia Berlin | 0                    |               |               |               |  |  |            |            |            |  |  |        |        |        |
|  | OL           | Neuköllner Sportfreunde | OL                   | Tennis Borussia Berlin | 0                    | 0             |               |               |  |  |            |            |            |  |  |        |        |        |
|  | OL           | Neuköllner Sportfreunde |                      |                        |                      |               |               |               |  |  |            |            |            |  |  |        |        |        |
|  | OL           | Tennis Borussia Berlin  | 4                    |                        |                      |               |               |               |  |  |            |            |            |  |  |        |        |        |

## Ergebnisse

### 1. Hauptrunde
An der 1. Hauptrunde nahmen alle 123 Mannschaften teil, wobei fünf Mannschaften ein Freilos hatten.
| Datum                 |                                  | Ergebnis  |                                    |
| --------------------- | -------------------------------- | --------- | ---------------------------------- |
| Do 06.08., 18:00 Uhr  | Berliner TSV 1850 (KLB)          | 0:8       | 1. FC Wacker Lankwitz (KLA)        |
| Sa 08.08., 15:30 Uhr  | BFC Germania 1888 (KLB)          | 2:1       | SC Bratstvo 1971 (KLC)             |
| Sa 08.08., 16:00 Uhr  | TuS Makkabi Berlin (LL)          | 4:0       | BFC Alemannia 90 (KLB)             |
| So 09.08., 10:40 Uhr  | Neuköllner Sportfreunde (OL)     | 4:1       | FC Tiergarten 1958 (KLA)           |
| So 09.08., 10:40 Uhr  | Wacker 04 Berlin (LL)            | 6:1       | RFC Liberta (KLC)                  |
| So 09.08., 10:40 Uhr  | NSC Cimbria 1900 (KLA)           | 3:0       | Minerva 93 Berlin (KLA)            |
| So 09.08., 10:40 Uhr  | Wilmersdorfer SC (KLA)           | 1:5       | SpVgg Hellas-Nordwest 04 (KLA)     |
| So 09.08., 10:40 Uhr  | SC Teutonia Spandau (KLA)        | 2:2 n. V. | SV Stern Britz (KLB)               |
| So 09.08., 10:40 Uhr  | BSV Normannia 08 (KLA)           | 0:3 n. V. | Berliner AK 07 (KLB)               |
| So 09.08., 10:40 Uhr  | FC Karaburan 1975 (KLC)          | 0:1       | ASV Berlin (KLA)                   |
| So 09.08., 10:40 Uhr  | SV Norden-Nordwest (KLA)         | 4:0       | BSV Grün-Weiss Neukölln (KLC)      |
| So 09.08., 13:45 Uhr  | FZC Rudow 1973 (KLC)             | 2:3       | CFC Hertha 06 (KLA)                |
| So 09.08., 15:00 Uhr  | Spandauer SV (OL)                | 1:1 n. V. | SC Gatow (OL)                      |
| So 09.08., 15:00 Uhr  | Hertha 03 Zehlendorf (OL)        | 2:0       | SC Charlottenburg (OL)             |
| So 09.08., 15:00 Uhr  | SC Tegel (LL)                    | 3:4       | SC Westend 1901 (OL)               |
| So 09.08., 15:00 Uhr  | NFC Rot-Weiß Berlin (LL)         | 2:5       | Lichterfelder SU (OL)              |
| So 09.08., 15:00 Uhr  | Berliner Sport-Club (LL)         | 1:4       | Spandauer BC 06 (OL)               |
| So 09.08., 15:00 Uhr  | Reinickendorfer Füchse (OL)      | 8:1       | BSC Kickers 1900 (KLA)             |
| So 09.08., 15:00 Uhr  | NSC Marathon 02 (KLB)            | 01:12     | BFC Preussen (OL)                  |
| So 09.08., 15:00 Uhr  | BFC Viktoria 1889 (OL)           | 3:1       | SV Adler Mariendorf (KLB)          |
| So 09.08., 15:00 Uhr  | SC Union 06 Berlin (OL)          | 4:1       | Vatanspor 1976 (KLC)               |
| So 09.08., 15:00 Uhr  | Neuköllner SC Sperber (KLC)      | 1:3 n. V. | Traber FC Mariendorf (OL)          |
| So 09.08., 15:00 Uhr  | BSC Hota 1921 (KLA)              | 0:0 n. V. | Polizei SV Berlin (LL)             |
| So 09.08., 15:00 Uhr  | VfL Schöneberg (KLA)             | 2:0       | 1. FC Neukölln (LL)                |
| So 09.08., 15:00 Uhr  | BSC Eintracht/Südring 1931 (KLA) | 3:1       | BSC Rehberge 1945 (LL)             |
| So 09.08., 15:00 Uhr  | VfB Neukölln (LL)                | 4:3 n. V. | Frohnauer SC (KLA)                 |
| So 09.08., 15:00 Uhr  | Preußen Wilmersdorf (LL)         | 4:0       | SSC Südwest 1947 (KLB)             |
| So 09.08., 15:00 Uhr  | Rapide Wedding (LL)              | 3:0       | Charlottenburger SV 1897 (KLB)     |
| So 09.08., 15:00 Uhr  | FV Brandenburg/Lichterfelde (LL) | 3:1 n. V. | VfB Hermsdorf (KLB)                |
| So 09.08., 15:00 Uhr  | Blau-Weiß 90 Berlin (LL)         | 4:2       | VfB Britz (KLB)                    |
| So 09.08., 15:00 Uhr  | SC Union Südost (KLC)            | 1:3       | SC Staaken (LL)                    |
| So 09.08., 15:00 Uhr  | VfB Pankow (KLC)                 | 3:1       | FC Phönix 1956 (LL)                |
| So 09.08., 15:00 Uhr  | BFC Meteor 06 (KLA)              | 1:1 n. V. | SV Nord-Nordstern (KLA)            |
| So 09.08., 15:00 Uhr  | 1. FC Lübars (KLA)               | 2:1       | FSV Hansa 07 Berlin (KLA)          |
| So 09.08., 15:00 Uhr  | SC Lankwitz (KLB)                | 3:1 n. V. | FSV Spandauer Kickers (KLA)        |
| So 09.08., 15:00 Uhr  | FC Stern Marienfelde (KLB)       | 4:1       | BFC Olympia 1953 (KLA)             |
| So 09.08., 15:00 Uhr  | FC Brandenburg 03 (KLB)          | 2:4       | Concordia Wittenau (KLA)           |
| So 09.08., 15:00 Uhr  | Berlin Türkspor (KLB)            | 1:3       | RFC Alt-Holland (KLA)              |
| So 09.08., 15:00 Uhr  | SC Berliner Amateure (KLB)       | 3:3 n. V. | Schwarz-Weiß Spandau (KLA)         |
| So 09.08., 15:00 Uhr  | TSV Helgoland 1897 (KLB)         | 3:2 n. V. | Anadoluspor Berlin (KLC)           |
| So 09.08., 15:00 Uhr  | SG AMK Berlin (KLB)              | 1:3       | Lichtenrader BC 25 (KLA)           |
| So 09.08., 15:00 Uhr  | Weddinger FC (KLA)               | 5:0       | SV Corso 1899 / Vineta (KLC)       |
| So 09.08., 15:00 Uhr  | SpVgg DJK Burgund 1922 (KLC)     | 0:2       | Alemannia 06 Haselhorst (KLA)      |
| So 09.08., 15:00 Uhr  | SV Blau-Weiß Spandau (KLA)       | 2:1       | 1. FC Concordia Gropiusstadt (KLC) |
| So 09.08., 15:00 Uhr  | SFC Stern 1900 (KLB)             | 1:0       | SC Ruhleben (KLB)                  |
| So 09.08., 15:00 Uhr  | SC Mariendorf (KLB)              | 1:0       | SV Dresdenia 1924 (KLB)            |
| So 09.08., 15:00 Uhr  | Post SV Berlin (KLB)             | 2:0       | DJK Roland-Borsigwalde (KLB)       |
| So 09.08., 15:00 Uhr  | Sportfreunde Kladow (KLC)        | 1:4       | Spandauer SC 99 (KLB)              |
| So 09.08., 15:00 Uhr  | SC Borsigwalde 1910 (KLB)        | 6:0       | BBC Südost (KLC)                   |
| So 09.08., 15:00 Uhr  | SG Rupenhorn (KLC)               | 0:4       | DJK Schwarz-Weiß Neukölln (KLB)    |
| So 09.08., 15:00 Uhr  | SV Süden 09 (KLC)                | 1:3 n. V. | SpVgg Berlin 1974 (KLB)            |
| So 09.08., 15:00 Uhr  | FC Göztepe 1978 (KLC)            | 3:1       | FC Grunewald (KLC)                 |
| So 09.08., 15:00 Uhr  | BSC Comet (KLC)                  | 1:0       | FV Wannsee (KLC)                   |
| So 09.08., 15:00 Uhr  | SpVgg Schöneberg (KLC)           | 3:1       | FC Jugoslawia (KLC)                |
| So 09.08., 15:00 Uhr  | Kreuzberger Sportfreunde (KLC)   | 3:2       | FC Internationale Berlin (KLC)     |
| So 09.08., 16:00 Uhr  | SC Heiligensee (KLB)             | 0:8       | Berliner SV 1892 (LL)              |
| So 09.08., 16:00 Uhr  | TSV Rudow (KLA)                  | 4:1       | SC Azur 1951 (KLC)                 |
| So 09.08., 16:10 Uhr  | NSC Südstern 08 (KLB)            | 0:8       | Tasmania Berlin (OL)               |
| Di .11.08., 18:00 Uhr | Mariendorfer BC 06 (KLA)         | 1:2       | Tennis Borussia Berlin (OL)        |

Durch ein Freilos zogen der Friedenauer TSC, SC Siemensstadt, BFC Südring, Hertha BSC Amateure und DJK Westen 23 direkt in die 2. Hauptrunde ein.

#### Wiederholungsspiele
| Datum                 |                            | Ergebnis              |                            |
| --------------------- | -------------------------- | --------------------- | -------------------------- |
| Do 13.08., 18:30 Uhr  | SV Nord-Nordstern (KLA)    | 1:2                   | BFC Meteor 06 (KLA)        |
| So 16.08., 15:00 Uhr  | SC Gatow (OL)              | 1:2                   | Spandauer SV (OL)          |
| So 16.08., 15:00 Uhr  | Schwarz-Weiß Spandau (KLA) | 2:2 n. V. (4:5 i. E.) | SC Berliner Amateure (KLB) |
| Mi .19.08., 18:00 Uhr | SV Stern Britz (KLB)       | 5:0                   | SC Teutonia Spandau (KLA)  |
| Do 20.08., 19:00 Uhr  | Polizei SV Berlin (LL)     | 3:0                   | BSC Hota 1921 (KLA)        |

### 2. Hauptrunde
An der 2. Hauptrunde nahmen die 64 Sieger der 1. Hauptrunde teil.
| Datum                 |                                  | Ergebnis  |                                  |
| --------------------- | -------------------------------- | --------- | -------------------------------- |
| Di .25.08., 17:30 Uhr | SC Mariendorf (KLB)              | 1:6       | BFC Viktoria 1889 (OL)           |
| Di .25.08., 17:30 Uhr | Preußen Wilmersdorf (LL)         | 2:2 n. V. | FC Stern Marienfelde (KLB)       |
| Di .25.08., 18:00 Uhr | BFC Preussen (OL)                | 5:1       | FV Brandenburg/Lichterfelde (LL) |
| Di .25.08., 18:00 Uhr | Blau-Weiß 90 Berlin (LL)         | 5:4 n. V. | Concordia Wittenau (KLA)         |
| Mi .26.08., 17:30 Uhr | Tennis Borussia Berlin (OL)      | 2:2 n. V. | Reinickendorfer Füchse (OL)      |
| Mi .26.08., 17:30 Uhr | Tasmania Berlin (OL)             | 3:2       | Hertha BSC Amateure (OL)         |
| Mi .26.08., 17:30 Uhr | BFC Meteor 06 (KLA)              | 0:3       | Spandauer BC 06 (OL)             |
| Mi .26.08., 17:30 Uhr | SC Union 06 Berlin (OL)          | 4:1       | Alemannia 06 Haselhorst (KLA)    |
| Mi .26.08., 17:30 Uhr | SC Lankwitz (KLB)                | 2:3       | Hertha 03 Zehlendorf (OL)        |
| Mi .26.08., 17:30 Uhr | Traber FC Mariendorf (OL)        | 7:1       | Weddinger FC (KLA)               |
| Mi .26.08., 17:30 Uhr | Neuköllner Sportfreunde (OL)     | 9:0       | RFC Alt-Holland (KLA)            |
| Mi .26.08., 17:30 Uhr | SC Westend 1901 (OL)             | 3:0       | SV Stern Britz (KLB)             |
| Mi .26.08., 17:30 Uhr | Friedenauer TSC (KLB)            | 1:7       | Spandauer SV (OL)                |
| Mi .26.08., 17:30 Uhr | BSC Eintracht/Südring 1931 (KLA) | 0:6       | Lichterfelder SU (OL)            |
| Mi .26.08., 17:30 Uhr | Rapide Wedding (LL)              | 1:0       | 1. FC Lübars (KLA)               |
| Mi .26.08., 17:30 Uhr | SFC Stern 1900 (KLB)             | 0:3       | Berliner SV 1892 (LL)            |
| Mi .26.08., 17:30 Uhr | TuS Makkabi Berlin (LL)          | 10:00     | DJK Schwarz-Weiß Neukölln (KLB)  |
| Mi .26.08., 17:30 Uhr | SV Blau-Weiß Spandau (KLA)       | 2:0       | Wacker 04 Berlin (LL)            |
| Mi .26.08., 17:30 Uhr | SpVgg Berlin 1974 (KLB)          | 0:2       | Polizei SV Berlin (LL)           |
| Mi .26.08., 17:30 Uhr | Lichtenrader BC 25 (KLA)         | 4:0       | BFC Südring (KLA)                |
| Mi .26.08., 17:30 Uhr | ASV Berlin (KLA)                 | 2:1       | BSC Comet (KLC)                  |
| Mi .26.08., 17:30 Uhr | TSV Helgoland 1897 (KLB)         | 2:1       | SpVgg Schöneberg (KLC)           |
| Mi .26.08., 17:30 Uhr | NSC Cimbria 1900 (KLA)           | 4:2 n. V. | VfL Schöneberg (KLA)             |
| Mi .26.08., 17:30 Uhr | BFC Germania 1888 (KLB)          | 1:0       | CFC Hertha 06 (KLA)              |
| Mi .26.08., 17:30 Uhr | SC Borsigwalde 1910 (KLB)        | 0:1       | Post SV Berlin (KLB)             |
| Mi .26.08., 19:15 Uhr | SC Berliner Amateure (KLB)       | 5:6       | Kreuzberger Sportfreunde (KLC)   |
| Do 27.08., 17:30 Uhr  | SpVgg Hellas-Nordwest 04 (KLA)   | 2:3       | VfB Neukölln (LL)                |
| Do 27.08., 17:30 Uhr  | SC Staaken (LL)                  | 3:2 n. V. | Spandauer SC 99 (KLB)            |
| Do 27.08., 18:00 Uhr  | SV Norden-Nordwest (KLA)         | 4:1       | FC Göztepe 1978 (KLC)            |
| Do 27.08., 18:30 Uhr  | 1. FC Wacker Lankwitz (KLA)      | 3:1       | TSV Rudow (KLA)                  |
| Mi 0.2.09., 17:30 Uhr | SC Siemensstadt (KLB)            | :         | DJK Westen 23 (KLC)              |
| 0                     | VfB Pankow (KLC)                 | 3:4 n. V. | Berliner AK 07 (KLB)             |

#### Wiederholungsspiele
| Datum                 |                             | Ergebnis |                             |
| --------------------- | --------------------------- | -------- | --------------------------- |
| Mi 0.2.09., 17:30 Uhr | FC Stern Marienfelde (KLB)  | :        | Preußen Wilmersdorf (LL)    |
| Mi .23.09., 17:00 Uhr | Reinickendorfer Füchse (OL) | 2:3      | Tennis Borussia Berlin (OL) |

### 3. Hauptrunde
An der 3. Hauptrunde nahmen die 32 Sieger der 2. Hauptrunde teil.
Die Auslosung wurde am 7. September 1981 vorgenommen.
| Datum                 |                              | Ergebnis  |                                |
| --------------------- | ---------------------------- | --------- | ------------------------------ |
| Di .22.09., 17:00 Uhr | SC Siemensstadt (KLB)        | 2:5 n. V. | BFC Germania 1888 (KLB)        |
| Mi .23.09., 17:00 Uhr | Rapide Wedding (LL)          | 3:0       | SV Norden-Nordwest (KLA)       |
| Mi .23.09., 17:00 Uhr | Berliner AK 07 (KLB)         | 1:2       | Spandauer BC 06 (OL)           |
| Mi .23.09., 17:00 Uhr | Post SV Berlin (KLB)         | 1:1 n. V. | Lichtenrader BC 25 (KLA)       |
| Mi .23.09., 17:00 Uhr | Neuköllner Sportfreunde (OL) | 1:0       | NSC Cimbria 1900 (KLA)         |
| Mi .23.09., 17:00 Uhr | FC Stern Marienfelde (KLB)   | 4:0       | Kreuzberger Sportfreunde (KLC) |
| Mi .23.09., 17:00 Uhr | ASV Berlin (KLA)             | 0:3       | VfB Neukölln (LL)              |
| Mi .23.09., 17:00 Uhr | SC Westend 1901 (OL)         | 2:1       | BFC Viktoria 1889 (OL)         |
| Mi .23.09., 17:00 Uhr | Blau-Weiß 90 Berlin (LL)     | 3:4       | Hertha 03 Zehlendorf (OL)      |
| Mi .23.09., 17:00 Uhr | TuS Makkabi Berlin (LL)      | 0:0 n. V. | BFC Preussen (OL)              |
| Mi .23.09., 17:00 Uhr | Lichterfelder SU (OL)        | 2:1       | SC Union 06 Berlin (OL)        |
| Do 24.09., 17:00 Uhr  | 1. FC Wacker Lankwitz (KLA)  | 2:1       | Polizei SV Berlin (LL)         |
| Do 24.09., 17:15 Uhr  | SV Blau-Weiß Spandau (KLA)   | 2:4       | Traber FC Mariendorf (OL)      |
| Mi .30.09., 17:00 Uhr | Spandauer SV (OL)            | 4:0       | Tasmania Berlin (OL)           |
| Mi .18.11., 10:40 Uhr | Tennis Borussia Berlin (OL)  | 3:0       | Berliner SV 1892 (LL)          |
| Mi .18.11., 14:00 Uhr | SC Staaken (LL)              | 01:0 1    | TSV Helgoland 1897 (KLB)       |

#### Wiederholungsspiele
| Datum                 |                          | Ergebnis |                         |
| --------------------- | ------------------------ | -------- | ----------------------- |
| Mi .18.11., 09:00 Uhr | Lichtenrader BC 25 (KLA) | 4:1      | Post SV Berlin (KLB)    |
| Mi .18.11., 10:40 Uhr | BFC Preussen (OL)        | 0:1      | TuS Makkabi Berlin (LL) |

### Achtelfinale
Am Achtelfinale nahmen die 16 Sieger der 3. Hauptrunde teil.
| Datum                 |                              | Ergebnis  |                             |
| --------------------- | ---------------------------- | --------- | --------------------------- |
| Mi .16.12., 18:30 Uhr | Spandauer BC 06 (OL)         | 1:5       | Traber FC Mariendorf (OL)   |
| Do 17.12., 18:00 Uhr  | Lichterfelder SU (OL)        | 2:1 n. V. | VfB Neukölln (LL)           |
| Sa 19.12., 13:45 Uhr  | Neuköllner Sportfreunde (OL) | 0:4       | Tennis Borussia Berlin (OL) |
| So 20.12., 13:45 Uhr  | Rapide Wedding (LL)          | 2:0       | BFC Germania 1888 (KLB)     |
| So 20.12., 13:45 Uhr  | Hertha 03 Zehlendorf (OL)    | 1:1 n. V. | TuS Makkabi Berlin (LL)     |
| So 20.12., 13:45 Uhr  | SC Westend 1901 (OL)         | 5:4 n. V. | FC Stern Marienfelde (KLB)  |
| So 20.12., 13:45 Uhr  | Spandauer SV (OL)            | 3:0       | Lichtenrader BC 25 (KLA)    |
| So 20.12., 13:45 Uhr  | 1. FC Wacker Lankwitz (KLA)  | 5:0       | SC Staaken (LL)             |

#### Wiederholungsspiel
| Datum                |                         | Ergebnis |                           |
| -------------------- | ----------------------- | -------- | ------------------------- |
| __ __.01., __:__ Uhr | TuS Makkabi Berlin (LL) | 1:3      | Hertha 03 Zehlendorf (OL) |

### Viertelfinale
Am Viertelfinale nahmen die acht Sieger aus dem Achtelfinale teil.
| Datum                 |                           | Ergebnis |                             |
| --------------------- | ------------------------- | -------- | --------------------------- |
| Mi .14.04., 17:30 Uhr | SC Westend 1901 (OL)      | 1:0      | Tennis Borussia Berlin (OL) |
| Mi .14.04., 17:30 Uhr | Traber FC Mariendorf (OL) | 1:0      | Spandauer SV (OL)           |
| Mi .14.04., 17:30 Uhr | Hertha 03 Zehlendorf (OL) | 3:1      | 1. FC Wacker Lankwitz (KLA) |
| Mi .14.04., 17:30 Uhr | Rapide Wedding (LL)       | 3:1      | Lichterfelder SU (OL)       |

### Halbfinale
Am Halbfinale nahmen die vier Sieger aus dem Viertelfinale teil.
| Datum                 |                           | Ergebnis  |                           |
| --------------------- | ------------------------- | --------- | ------------------------- |
| Mi .28.04., 17:30 Uhr | Rapide Wedding (LL)       | 2:1       | Traber FC Mariendorf (OL) |
| Mi .28.04., 17:30 Uhr | Hertha 03 Zehlendorf (OL) | 1:1 n. V. | SC Westend 1901 (OL)      |

#### Wiederholungsspiel
| Datum                 |                      | Ergebnis |                           |
| --------------------- | -------------------- | -------- | ------------------------- |
| Mi .12.05., 18:00 Uhr | SC Westend 1901 (OL) | 1:5      | Hertha 03 Zehlendorf (OL) |

### Finale
| Rapide Wedding                                                         | Rapide Wedding | Hertha 03 Zehlendorf | Hertha 03 Zehlendorf |
| ---------------------------------------------------------------------- | --- | --- | -------------------- |
| Rapide Wedding                                                         | \| Donnerstag, 20. Mai 1982 um 11:00 Uhr in West-Berlin (Katzbachstadion) \| \| Ergebnis: 1:3 (0:1) \| \| Zuschauer: 846 \| \| Schiedsrichter: Peter Kindt \|                                                                              | \| Donnerstag, 20. Mai 1982 um 11:00 Uhr in West-Berlin (Katzbachstadion) \| \| Ergebnis: 1:3 (0:1) \| \| Zuschauer: 846 \| \| Schiedsrichter: Peter Kindt \|                                                                                              | Hertha 03 Zehlendorf |
| Rapide Wedding                                                         | Manuel Krüssmann – Rainer Mosni – Frank Gryzb, Bernd Böhm (67. Michael Koltes), Jörg Schmidt (67. Michael Stähle) – Frank Sendsitzky, Lutz Griebsch, Joachim Noack – Michael Rüppel, Joachim Wiese , Klaus Gründel Cheftrainer: Peter Lück | Michael Steinert – Michael Schmidt – Alexander Gallrein (87. Burt Brauer), Udo Ziesche, Stefan Sprey – Hans-Peter Stark , Mario Miethig (84. Christian Wolff), Michael Hornig – Rainer Schure, Harald Käpernick, Dieter Wimmer Cheftrainer: Klaus Pörschke | Hertha 03 Zehlendorf |
| Rapide Wedding                                                         | 1:1 Joachim Wiese (53. Foulstrafstoß) | 0:1 Harald Käpernick (44.) 1:2 Michael Schmidt (61.) 1:3 Hans-Peter Stark (65.) | Hertha 03 Zehlendorf |
| Rapide Wedding                                                         | Michael Rüppel | | Hertha 03 Zehlendorf |
| Rapide Wedding                                                         | Lutz Griebsch schied sieben Minuten vor Schluss verletzt aus. | | Hertha 03 Zehlendorf |
| Donnerstag, 20. Mai 1982 um 11:00 Uhr in West-Berlin (Katzbachstadion) | | |                      |
| Ergebnis: 1:3 (0:1)                                                    | | |                      |
| Zuschauer: 846                                                         | | |                      |
| Schiedsrichter: Peter Kindt                                            | | |                      |

## Der Landespokalsieger im DFB-Pokal 1982/83
| Datum                      |                            | Ergebnis  |                | Runde         |
| -------------------------- | -------------------------- | --------- | -------------- | ------------- |
| Sa., 28.08.1982, 15:30 Uhr | Hertha 03 Zehlendorf (III) | 2:4 n. V. | Hertha BSC (I) | 1. Hauptrunde |